# Cupressus guadalupensis
Cupressus guadalupensis – gatunek iglastego drzewa z rodzaju cyprysów (Cupressus). Jest endemitem wyspy Guadalupe na Oceanie Spokojnym u wybrzeży Półwyspu Kalifornijskiego.

## Morfologia
PokrójDrzewo osiągające 10–20 m wysokości o pokroju stożkowatym do jajowato-stożkowatego. Pędy gładkie, żylaste, drobne, w miotlastych gałązkach z długimi fragmentami bez rozgałęzień. Słaby zapach.
KoraUznawana za wyjątkowo ładną, bardziej czerwona i gładsza niż u cyprysa arizońskiego odmiany glabra.
LiścieŁuskowate, w kolorze morskiej zieleni.

## Ekologia
Gatunek endemiczny występujący jedynie na Guadalupe. Rośnie w chaparralu na wysokości 800–1280 m n.p.m. Cupressus guadelupensis ma status gatunku zagrożonego (EN B2ab(ii,iii,iv,v) ver 3.1).
Lasy Cupressus guadalupensis zaczęły zanikać w połowie XIX w., jako rezultat zjadania siewek przez stada zdziczałych kóz. W 2001 r. pozostałe obszary występowania Cupressus guadalupensis zostały ogrodzone, a w 2005 r. zlikwidowano zagrożenie ze strony kóz. Jako że Cupressus guadalupensis jest bardziej wrażliwy na suszę niż współwystępująca z nim sosna kalifornijska odmiany binata, przyszłość gatunku pozostaje niepewna.